# Червонополье (Кировоградская область)
Червонополье (укр. Червонопілля) — село в Кетрисановской сельской общине Кропивницкого района Кировоградской области Украины.
До 2020 года входило в Бобринецкий район
Население по переписи 2001 года составляло 474 человека. Почтовый индекс — 27243. Телефонный код — 5257. Занимает площадь 1,346 км². Код КОАТУУ — 3520887207.